# 国連裁判権免除条約
国連裁判権免除条約 （こくれんさいばんけんめんじょじょうやく, 英: United Nations Convention on Jurisdictional Immunities of States and Their Property）は、2004年12月2日の第54回国連総会で採択された条約である。
2005年1月17日、ニューヨークにて署名のため開放され、28カ国が署名した。30カ国の批准により発効するが、現在は未発効。
正式名称は国及びその財産の裁判権からの免除に関する国際連合条約。略称は国連国家免除条約。

## 概要
国家及びその財産に関して他の国の裁判所の裁判権からの免除が認められる具体的範囲等について定める条約。

## 成立
- 2004年12月2日 - 第54回国連総会にて採択
- 2005年1月17日 - ニューヨークにて署名のため開放
  - 発効に必要な批准数（30カ国）に達していないため未発効

## 加盟
- 署名 - 30カ国
- 批准 - 11カ国（2010年9月1日現在）

## 締約国
2019年11月17日現在、以下の19カ国が条約の締約国となっている。（条約加盟順）
| 国名           | 署名           | 批准           |
| -------------- | -------------- | -------------- |
| ノルウェー     | 2005年7月8日   | 2006年3月27日  |
| オーストリア   | 2007年1月17日  | 2006年9月14日  |
| ポルトガル     | 2007年2月25日  | 2006年9月14日  |
| ルーマニア     | 2005年9月14日  | 2007年2月15日  |
| イラン         | 2007年1月17日  | 2008年9月29日  |
| レバノン       | 2005年11月11日 | 2008年11月21日 |
| スウェーデン   | 2005年9月14日  | 2009年12月23日 |
| カザフスタン   | 未署名         | 2010年2月17日  |
| スイス         | 2006年9月19日  | 2010年4月16日  |
| 日本           | 2007年1月11日  | 2010年5月11日  |
| サウジアラビア | 未署名         | 2010年9月1日   |
| スペイン       | 未署名         | 2011年9月21日  |
| イタリア       | 未署名         | 2013年5月6日   |
| ラトビア       | 未署名         | 2014年2月14日  |
| チェコ         | 2006年10月13日 | 2015年3月12日  |
| メキシコ       | 2006年9月25日  | 2015年9月29日  |
| イラク         | 未署名         | 2015年12月2日  |
| スロバキア     | 2005年9月15日  | 2015年12月29日 |
| 赤道ギニア     | 未署名         | 2018年5月30日  |

## 日本の対応

### 締結
- 署名 - 2007年1月17日
- 批准 - 2010年5月11日

### 現在までの対応
- 2009年3月6日：承認案が衆議院に提出される。
- 2009年4月23日：承認案が衆院外務委員会に付託される。
- 2009年5月8日：同案が衆院外務委員会で可決、本会議へ送付される。
- 2009年5月12日：同案が衆院本会議で可決、参議院へ送付される。
- 2009年6月3日：同案が参院外交防衛委員会に付託される。
- 2009年6月9日：同案が参院外交防衛委員会で可決される。
- 2009年6月10日：同案が参院本会議で可決、国会での承認手続きが完了。
- 2010年5月11日：批准書を国際連合ニューヨーク本部に提出し、締結手続きを完了。

## 基本定義
国家およびその財産に関して免除が認められる具体的範囲等について主に以下のとおり定める。但し、刑事手続および軍事的な活動については対象外としている。
1. 国は、当該国が明示的に同意した場合等を除き、他の国の裁判所の裁判権からの免除が認められる。
2. ただし、商業的取引から生じた裁判手続、雇用契約に関する裁判手続等本条約に定める裁判手続については免除が認められない。
3. 国の財産に対する差押え等は、当該国が明示的に同意した場合等を除き、とられてはならない。